# ماكارينا سانشيز
ماكارينا سانشيز (بالإسبانية: Macarena Sanchez Jeanney)‏ هي لاعبة كرة قدم أرجنتينية، ولدت في 28 ديسمبر 1991 في الأرجنتين. لعبت مع UAI Urquiza ‏.